# Eucephalacris maculifemur
Eucephalacris maculifemur är en insektsart som beskrevs av Marius Descamps 1976. Eucephalacris maculifemur ingår i släktet Eucephalacris och familjen gräshoppor. Inga underarter finns listade i Catalogue of Life.